# Combretum mildbraedii
Combretum mildbraedii är en tvåhjärtbladig växtart som beskrevs av Hutchinson och Dalziel. Combretum mildbraedii ingår i släktet Combretum och familjen Combretaceae. Inga underarter finns listade i Catalogue of Life.